# Wayne Cooper (snooker)
Wayne Cooper est un ancien joueur professionnel de snooker anglais né le 9 juin 1978 à Bradford dans le Yorkshire de l'Ouest. Cooper connaît une carrière professionnelle de 2001 à 2009.

## Carrière
Wayne Cooper a été demi-finaliste du championnat amateur d'Angleterre en 1998 et rejoint le circuit principal pour la saison 2001-2002 mais il ne peut s'y maintenir et doit retourner concourir dans les tournois amateurs de l'International Open Series.
En 2008, il termine en tête de circuit amateur européen EASB Pro Ticket Tour et regagne ainsi sa place sur le circuit professionnel pour la saison 2008-2009. Il débute cette saison par une victoire 5-1 sur Lewis Roberts au premier tour des qualifications du trophée d'Irlande du Nord 2008 mais perd 3-5 au tour suivant face à Martin Gould. Au championnat du monde 2009, il gagne 10-9 son premier match des qualifications face à Scott MacKenzie mais perd 8-10 au tour suivant face à Joe Delaney. À l'Open du pays de Galles 2009, il connaît le même parcours, battant 5-3 Simon Bedford au premier tour et perdant 3-5 face à Robert Milkins au suivant. Il termine la saison à la 90e place du classement mondial et ne peut se maintenir sur le circuit professionnel. Cela reste son meilleur classement.

## Palmarès
| Légende | Catégorie                      | Titres                         | Finales                        |
|         | Tournois classés               | 0                              | 0                              |
|         | Tournois non classés           | 0                              | 0                              |
|         | Tournois pro-am                | 0                              | 1                              |
|         | Tournois amateurs              | 1                              | 2                              |
| Gras    | Tournois de la triple couronne | Tournois de la triple couronne | Tournois de la triple couronne |

### Titres
| Saison    | Nom du tournoi                     | Lieu                    | Finaliste    | Score | Tableau |
| 2003-2004 | Circuit de l'EASB (épreuve finale) | Drapeau de l'Angleterre | Nick Spelman | 5-1   |         |

### Finales
| Saison    | Nom du tournoi                             | Lieu      | Finaliste      | Score | Tableau |
| 2003-2004 | Tournoi Pontins pro-am (printemps)         | Prestatyn | Stuart Bingham | 3-5   |         |
| 2003-2004 | Séries internationales Pontins (épreuve 7) | Prestatyn | Alan Trigg     | 1-4   |         |
| 2003-2004 | Séries internationales Pontins (épreuve 8) | Prestatyn | Paul Davison   | 2-4   |         |